# Пекша (деревня)
Пе́кша — деревня в Петушинском районе Владимирской области России, центр Пекшинского сельского поселения.

## География
Расположена в западной части области на 135 километре автодороги М7 «Волга» М7 Москва — Уфа в 14 км к востоку от райцентра Петушки на правом берегу одноимённой реки.

## История

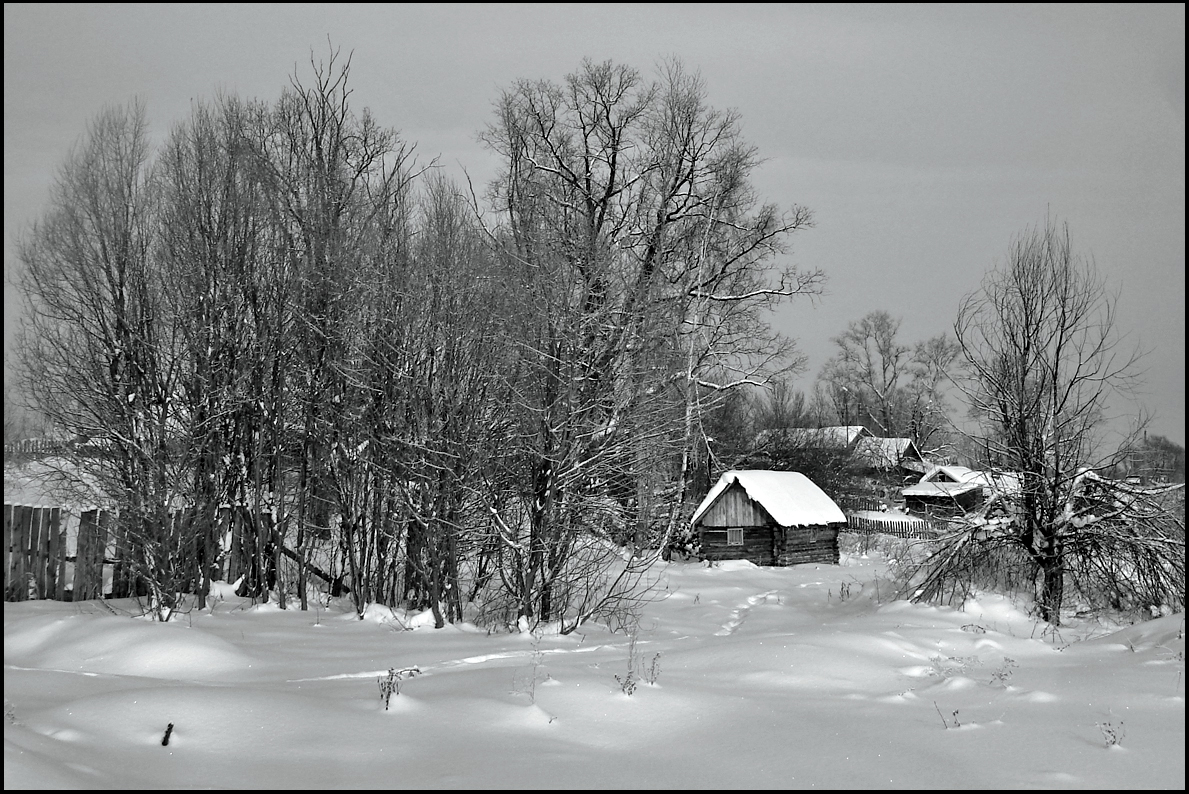
Деревня Пекша

До революции деревня называлась Ям (Пекоцкий Ям) и входила в состав Липенской волости Покровского уезда Владимирской губернии. В 1859 году в деревне числилось 19 дворов, в 1905 году — 28 дворов, в 1926 году — 42 хозяйства.
В 1892 году в деревне Городок, вошедшей теперь в Пекшу, жил и работал художник И. И. Левитан. Здесь им были созданы картины «Владимирка», «Лесистый берег», «Сумерки» и другие.
С 1929 года деревня входила в состав Болдинского сельсовета Собинского района, с 1964 года — в составе Петушинского района. В 1974 году деревни Большая Пекша, Малая Пекша и Городок были объединены в деревню Пекша, которая становится центром Пекшинского сельсовета.

## Население
| 1859 | 1905 | 1926 | 2002  | 2010 | 2021 |
| ---- | ---- | ---- | ----- | ---- | ---- |
| 117  | ↗164 | ↗212 | ↗1013 | ↘907 | ↘799 |

## Транспорт
До Пекши можно добраться на автобусе от Петушков (ходит 4 раза в день) или на междугороднем автобусе Москва—Владимир.

## Образование и культура
В Пекше действуют дом культуры, Пекшинская средняя общеобразовательная школа (открыта в 1975 году), детский сад, музей художника-пейзажиста И. И. Левитана.

## Промышленность и сельское хозяйство
- Основное предприятие — СПК «Петушинский».